# Sigmodon hispidus
Sigmodon hispidus — вид гризунів, який давно вважався поширеним у деяких частинах Південної Америки, Центральної Америки та півдня Північної Америки. Однак нещодавні таксономічні перегляди, засновані на даних послідовності мітохондріальної ДНК, розділили цей широко розповсюджений вид на три окремі види (S. hispidus, S. toltecus і S. hirsutus). Поширення S. hispidus коливається від Аризони на заході до Вірджинії на сході та від річки Платт у Небрасці на півночі до, ймовірно, Ріо-Гранде на півдні, де він зустрічається з північним краєм поширення S. toltecus. Розмір дорослої особини загальна довжина 202–340 мм; хвіст 87–122 мм, часто зламаний або заколотий; задня лапка 29–35 мм; вухо 16–20 мм; маса 50–250 г. Їх використовували як лабораторних тварин.

## Поширення
Північ Мексики, США (Колорадо, Оклахома, Арканзас, Техас, Луїзіана, Нью-Мексико, Алабама, Джорджія, Флорида, Міссісіпі, Теннессі, Південна Кароліна, Арізона, Міссурі, Вірджинія, Північна Кароліна). Цей вид найчастіше зустрічається в трав'янистих місцях існування з густою рослинністю, включаючи прерії з високою травою, луки, сільськогосподарські території та старі поля. Однак він також зустрічається в мескітовій пустелі з невеликим ґрунтовим покривом.

## Спосіб життя
Ведуть переважно нічний спосіб життя, але активність спостерігається в усі години. Здається, на моделі діяльності впливають як біотичні, так і абіотичні фактори. Вони активні цілий рік. Гніздо самка будує або на поверхні землі, або в норі. Гнізда мають чашоподібну або кулясту форму і сплетені з трав.
Вагітність триває близько 27 днів. Розміри виводку коливаються від одного до 15, причому більші виводки більш характерні для північних популяцій, а також для виводків пізнього сезону. Новонароджені добре розвинені; вони рухливі і злегка покриті шерстю, але очі у них не відкриті. Очі відкриваються приблизно через 18–36 годин після народження. Вони відлучаються від молока через 10–15 днів і досягають мінімального розміру дорослої особини приблизно на 41 день. Самиці виношують від двох до кількох виводків на рік залежно від широти та місцевої погоди.
Тварини всеїдні, але більшу частину їх раціону становить зелена рослинність і насіння. Іноді вони поїдають комах та інших дрібних тварин. Споживали також коріння і бульби. Багато птахів і рептилій, а також інші ссавці полюють на S. hispidus.